# V Tower
V Tower (dawniej Warta Tower) – biurowiec znajdujący się przy ul. Chmielnej 85/87 w Warszawie.

## Opis
Budynek został zaprojektowany przez Jerzego Czyża i Leszka Kazimierza Klajnerta. Ma 82 metry wysokości i 22 kondygnacje. Powstał w latach 1998–2000, a jego właścicielem była spółka Globalworth. Budynek był siedzibą ubezpieczyciela TUiR Warta. 
Bryła budynku jest prawie całkowicie oszklona. szyby mają kolor ciemnogranatowy. Dolne kondygnacje budynku są licowane płytami z polerowanego ciemnoszarego granitu.
W holu budynku znajdują się rzeźby Barbary Falender. Łączna powierzchnia ogrodów na pięciu dziedzińcach wewnętrznych to 1200 m².
W 2019 Warta ogłosiła o wynajęciu na 10 lat powierzchni w budowanym biurowcu Warsaw Unit, gdzie w 2021 miała zostać skonsolidowana jej działalność z trzech warszawskich lokalizacji. Po opuszczeniu budynku przez spółkę zaplanowano jego modernizację i zmianę nazwy. W tym samym roku został on sprzedany funduszowi Globalworth i ponownie wynajęty przez byłego właściciela. Od 2023 wieżowiec jest własnością Cornerstone Investment Management.
W styczniu 2024 rozpoczęła się rewitalizacja budynku.

## Galeria

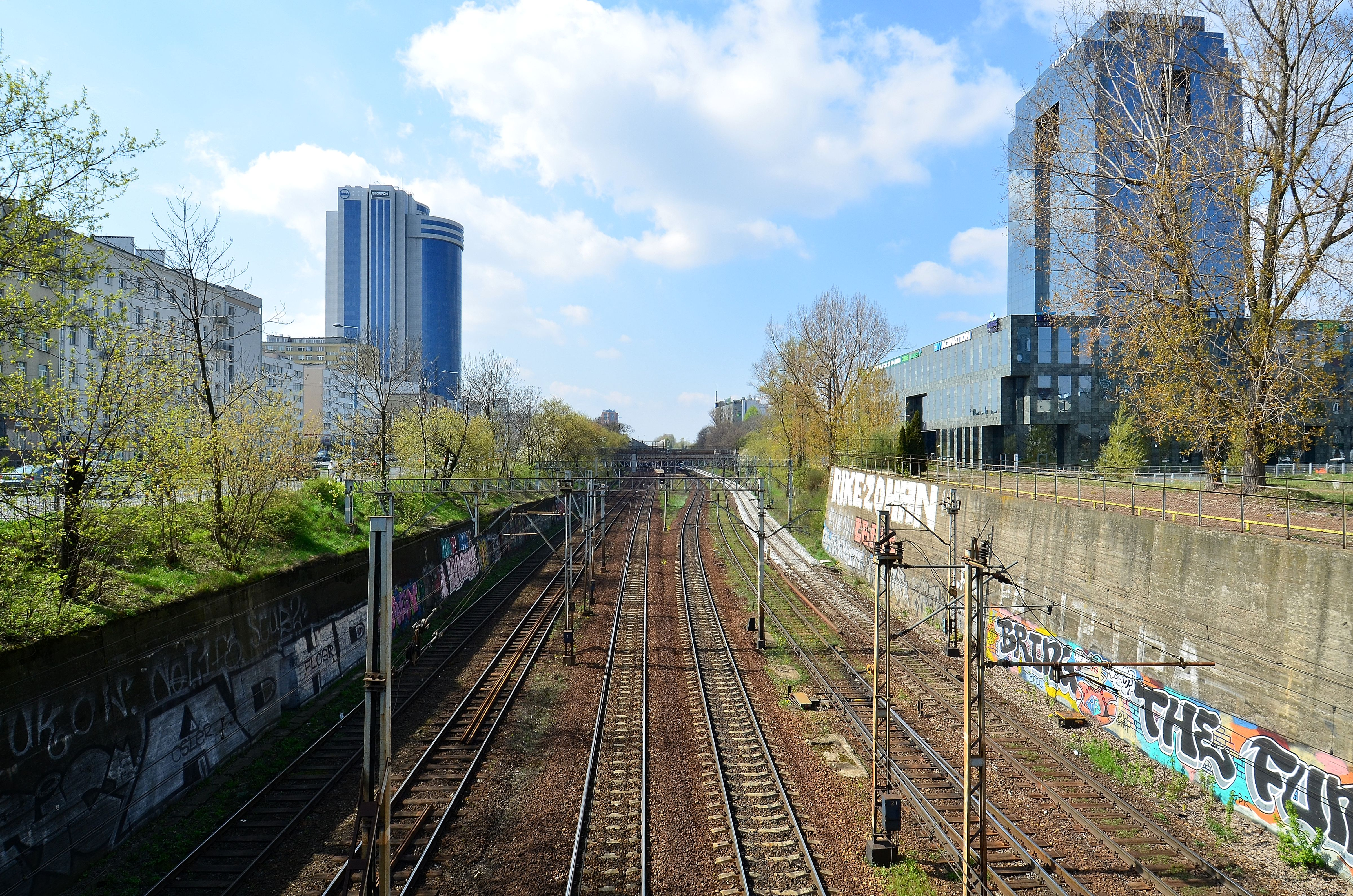
Biurowiec (po prawej) w perspektywie linii średnicowej
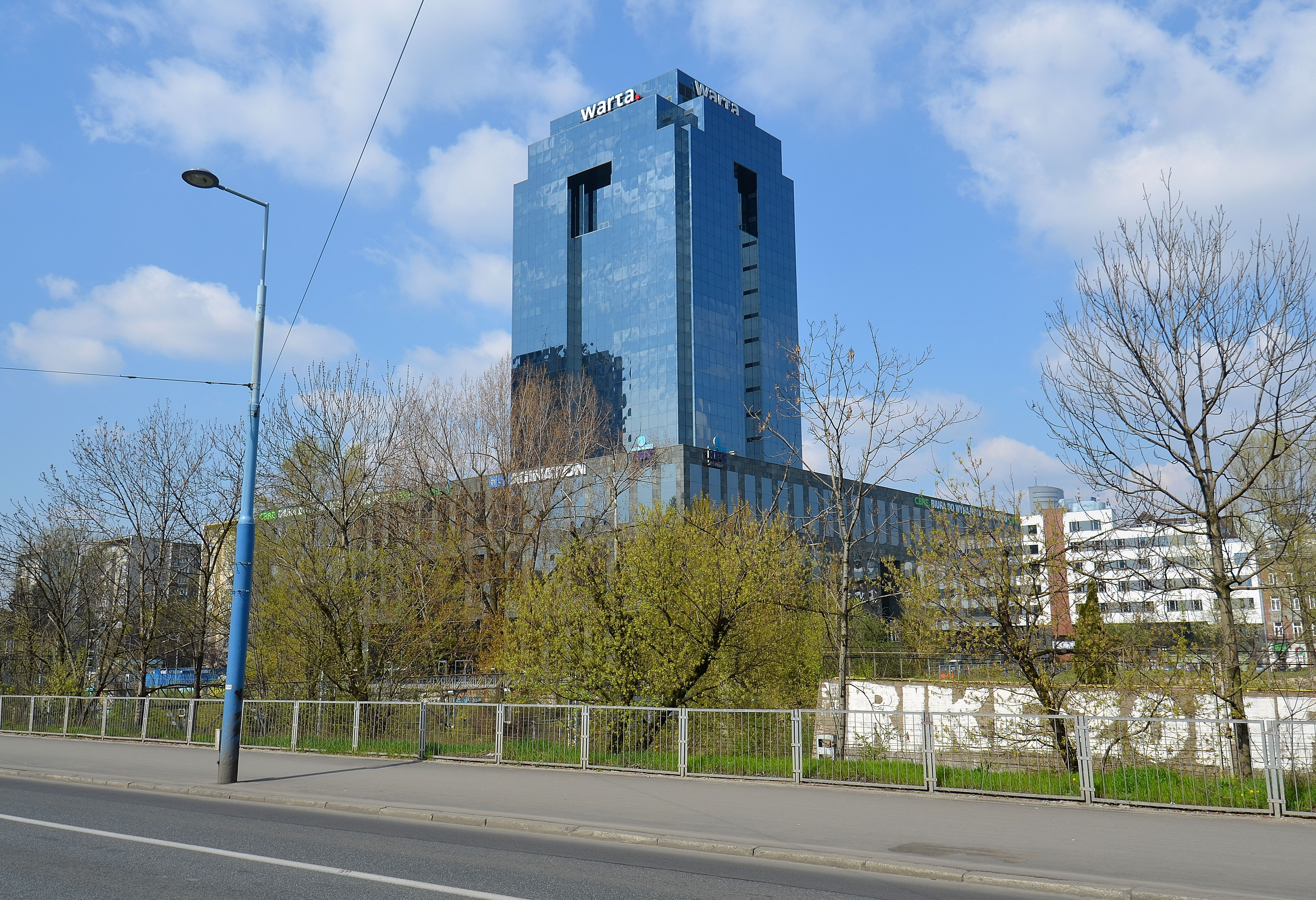
Budynek od strony południowo-zachodniej
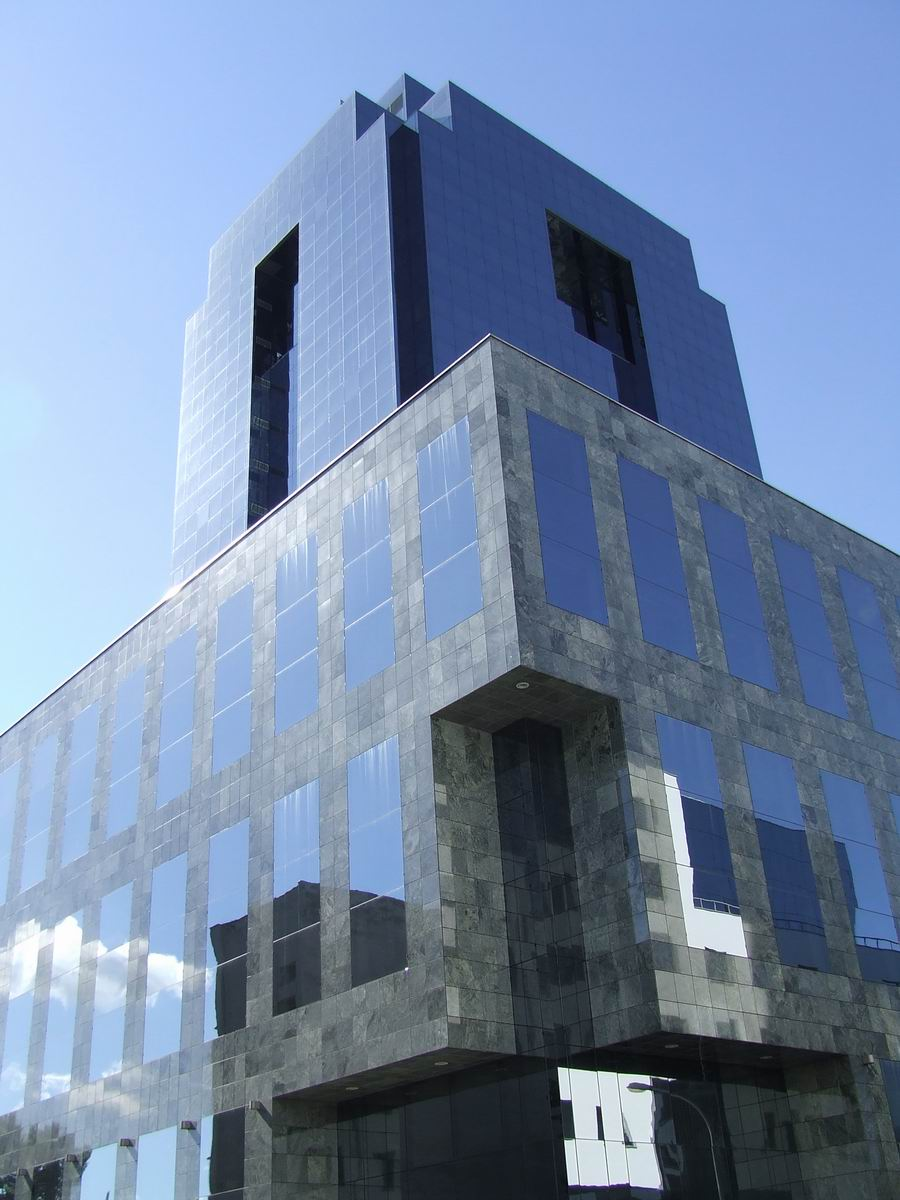
Narożnik północno-zachodni
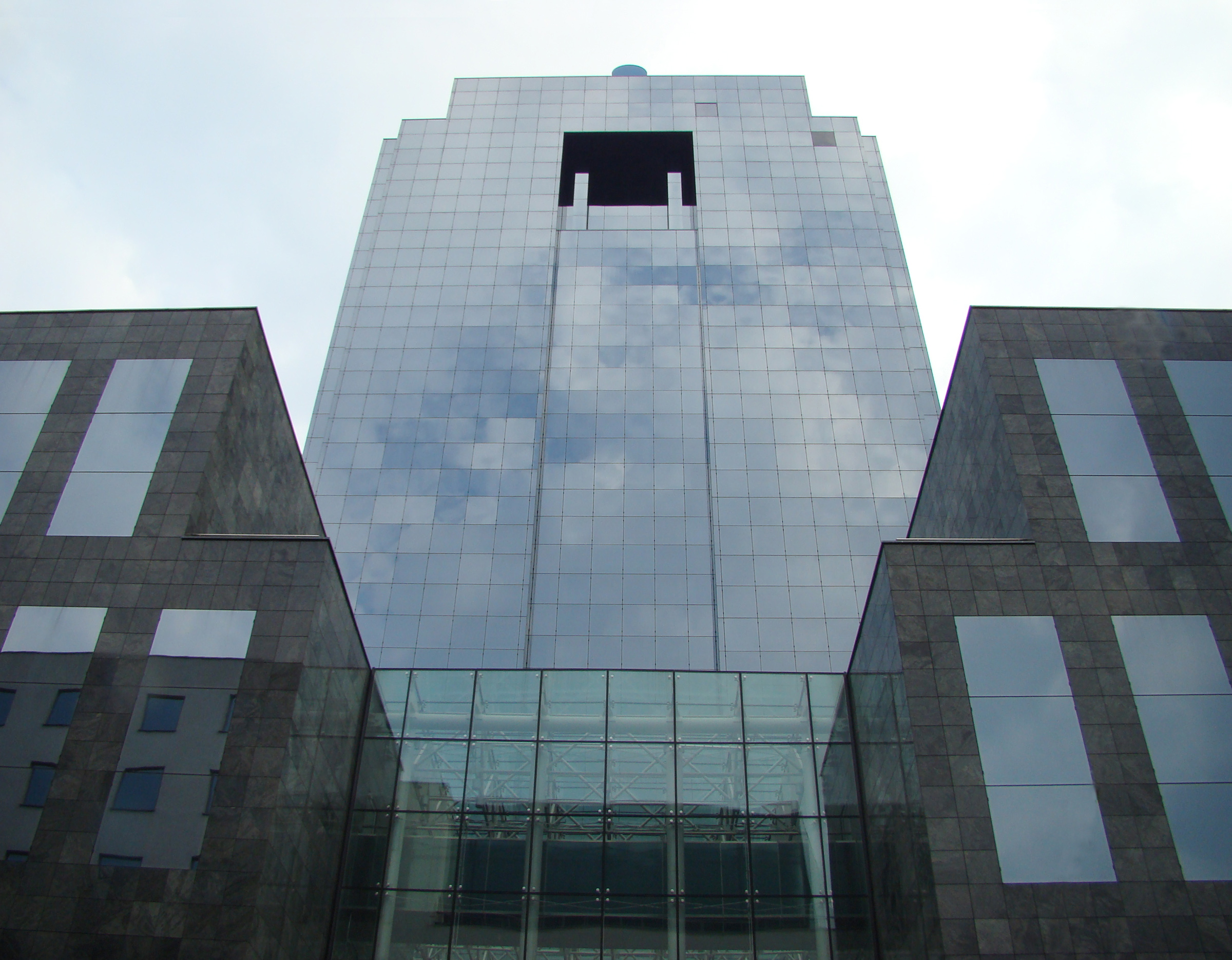
Wieża centralna